# Narita Express
Il Narita Express (成田エクスプレス?, Narita Ekusupuresu) è un servizio ferroviario di tipo espresso limitato che percorre parte della linea scartamento ridotto principale Sōbu e della linea Narita gestite dalla East Japan Railway Company. Il treno collega l'Aeroporto Internazionale Narita con Tokyo e alcune sue stazioni secondarie. Esistono anche alcuni servizi per Saitama e Yokohama. Il servizio è attivo dal 1991 e il suo principale rivale è il servizio Skyliner delle Ferrovie Keisei.

## Storia

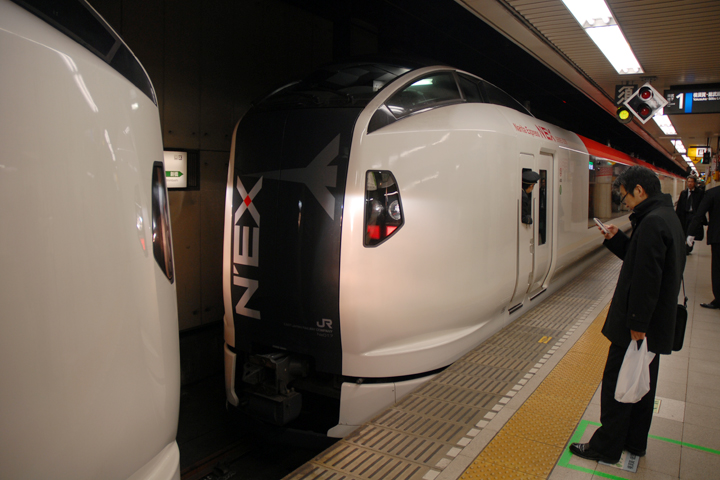
Due treni della serie E259 vengono separati alla stazione di Tokyo

Fino al 1991 il servizio ferroviario all'Aeroporto Narita era limitato allo Skyliner delle ferrovie Keisei, che al tempo utilizzava una stazione separata dall'aeroporto. JR inizialmente pensò di operare un nuovo servizio con una linea ad alta velocità, il Narita Shinkansen, che tuttavia rimase incompiuta e abbandonata negli anni '80. Lo spazio lasciato libero da quella che doveva diventare la stazione del Narita Shinkansen all'aeroporto, divenne il terminale per la linea Narita di JR East, estesa per l'occasione all'aeroporto, e per il Keisei Skyliner, trasferito alla nuova stazione dal 19 marzo 1991.
Fino al marzo 2004 era attivo anche un servizio Wing Express, complementare al Narita Express, ma venne poi sostituito da quest'ultimo.
I nuovi treni della Serie E259 sono entrati in servizio il 1º ottobre 2009 rimpiazzando le precedenti serie 253, completando il rimpiazzo nel giugno 2010.
A seguito del terremoto del Tōhoku del 2011, il servizio è stato interrotto a causa della carenza di elettricità nell'area di Tokyo, ed è stato ripristinato dal 4 aprile 2011.

## Treni e destinazioni
I treni Narita Express servono diverse stazioni della Grande Tokyo, e sono costituiti da elettrotreni della serie E259 a 6 carrozze, tutti passanti per la stazione di Tokyo, dove vengono accoppiati o separati. Normalmente il treno proveniente da Ōfuna o Yokohama, una volta giunto a Tokyo viene unito a quelli provenienti da Shinjuku, Ikebukuro o Ōmiya per proseguire verso l'Aeroporto Internazionale Narita. Viceversa per i treni provenienti dall'aeroporto.
La maggior parte delle relazioni non ferma in nessuna stazione fra la stazione di Tokyo e la stazione di Narita Aeroporto Terminal 2, ma la mattina e la sera alcuni treni fungono da espresso per i pendolari, e fermano anche a Chiba, Yotsukaidō e Narita. La media del tempo richiesto fra Tokyo e l'aeroporto va dai 55 minuti all'ora. Tutti i posti sono a prenotazione obbligatoria, con le classi standard e Green (prima classe).

### Composizioni
A marzo 2012 i servizi Narita Express operano con treni da 12 carrozze composti come da tabella sottostante. Tutte le carrozze sono a prenotazione obbligatoria, con la classe green presente alle carrozze 6 e 12.
| Numero carrozza | 1          | 2          | 3          | 4             | 5             | 6         |  | 7          | 8          | 9          | 10            | 11            | 12        |
| Numerazione     | KuHa E258  | MoHa E258  | MoHa E259  | MoHa E258-500 | MoHa E259-500 | KuRo E259 |  | KuHa E258  | MoHa E258  | MoHa E259  | MoHa E258-500 | MoHa E259-500 | KuRo E259 |
| Tipo di posti   | Pren. Obb. | Pren. Obb. | Pren. Obb. | Pren. Obb.    | Pren. Obb.    | Green     |  | Pren. Obb. | Pren. Obb. | Pren. Obb. | Pren. Obb.    | Pren. Obb.    | Green     |

## Tariffe dei biglietti

### Classe standard
Da/per l'Aeroporto Internazionale Narita (entrambi i terminal):
| Destinazione                               | Tariffa | Sovrapprezzo espresso |
| ------------------------------------------ | ------- | --------------------- |
| Chiba                                      | ¥650    | ¥1,240                |
| Tokyo                                      | ¥1,280  | ¥1,660                |
| Shinjuku / Ikebukuro / Shibuya / Shinagawa | ¥1,450  | ¥1,660                |
| Musashi-Kosugi                             | ¥1,620  | ¥1,660                |
| Ōmiya                                      | ¥1,450  | ¥2,290                |
| Yokohama                                   | ¥1,890  | ¥2,290                |
| Ōfuna / Totsuka / Hachiōji / Takao         | ¥2,210  | ¥2,290                |

### Classe Green (prima classe)
I posti in prima classe possono essere prenotati al prezzo fisso di 1,490 ¥, a prescindere dalla destinazione, oltre al prezzo della tariffa di prima classe.
Prima del giugno 2010 il Narita Express disponeva anche di salottini di prima classe con capienza di 4 persone, prenotabili a 6.000 ¥, oltre al prezzo del biglietto standard.

### Sconti per turisti stranieri
I passeggeri non dotati di un passaporto giapponese possono acquistare un biglietto Narita Express - Suica a un prezzo di 3.500 ¥ (in classe standard) o 5.000 ¥ (in classe green). 1.500 ¥ comprendono un biglietto di sola andata scontato per il Narita Express dall'aeroporto all'area di Tokyo e viceversa, mentre 1.500 ¥ sono inseriti sulla carta Suica, utilizzabile a Tokyo sui mezzi pubblici e per il pagamento di diversi servizi (convenience store, distributori di bibite e molto altro). I rimanenti 500 ¥ sono un deposito rimborsabile al termine di utilizzo della carta.
A un prezzo di 5.500 ¥ è possibile acquistare un biglietto , di andata e ritorno integrato con una carta Suica. Inoltre se si è in possesso di un Japan Rail Pass, l'abbonamento ferroviario giapponese che consente di spostarsi illimitatamente per tutto il Paese per  è o 21 giorni, è possibile effettuare gratuitamente la prenotazione di un posto ed utilizzare il treno dall'aeroporto a Tokyo e viceversa. Per prenotare un posto è necessario recarsi personalmente presso la biglietteria (JR Midori-no-Madoguchi, Ticket Office Archiviato il 30 gennaio 2023 in Internet Archive.) o un qualsiasi Travel Service Center della stazioni JR.

## Interni
I posti della classe Green (prima classe) sono costituiti da poltrone rivestite in pelle, reclinabili e ruotabili in base alla direzione di avanzamento del treno in configurazione 2+2. Lo spazio fra i sedili è di 1160 mm.
In classe standard i posti, nella stessa configurazione 2+2 sono ruotabili verso il senso di marcia e hanno uno spazio reciproco di 1020 mm.

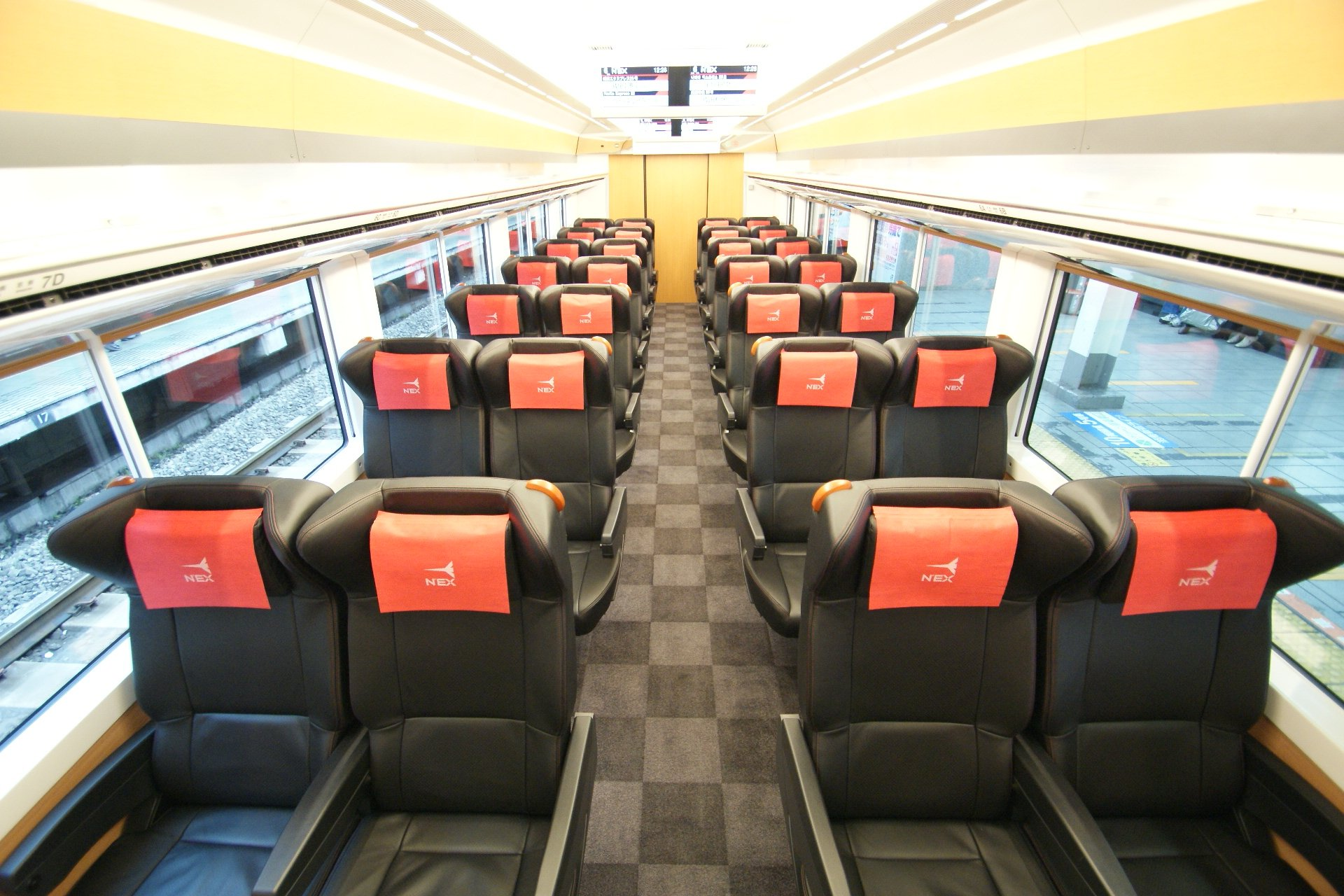
Interni della classe Green
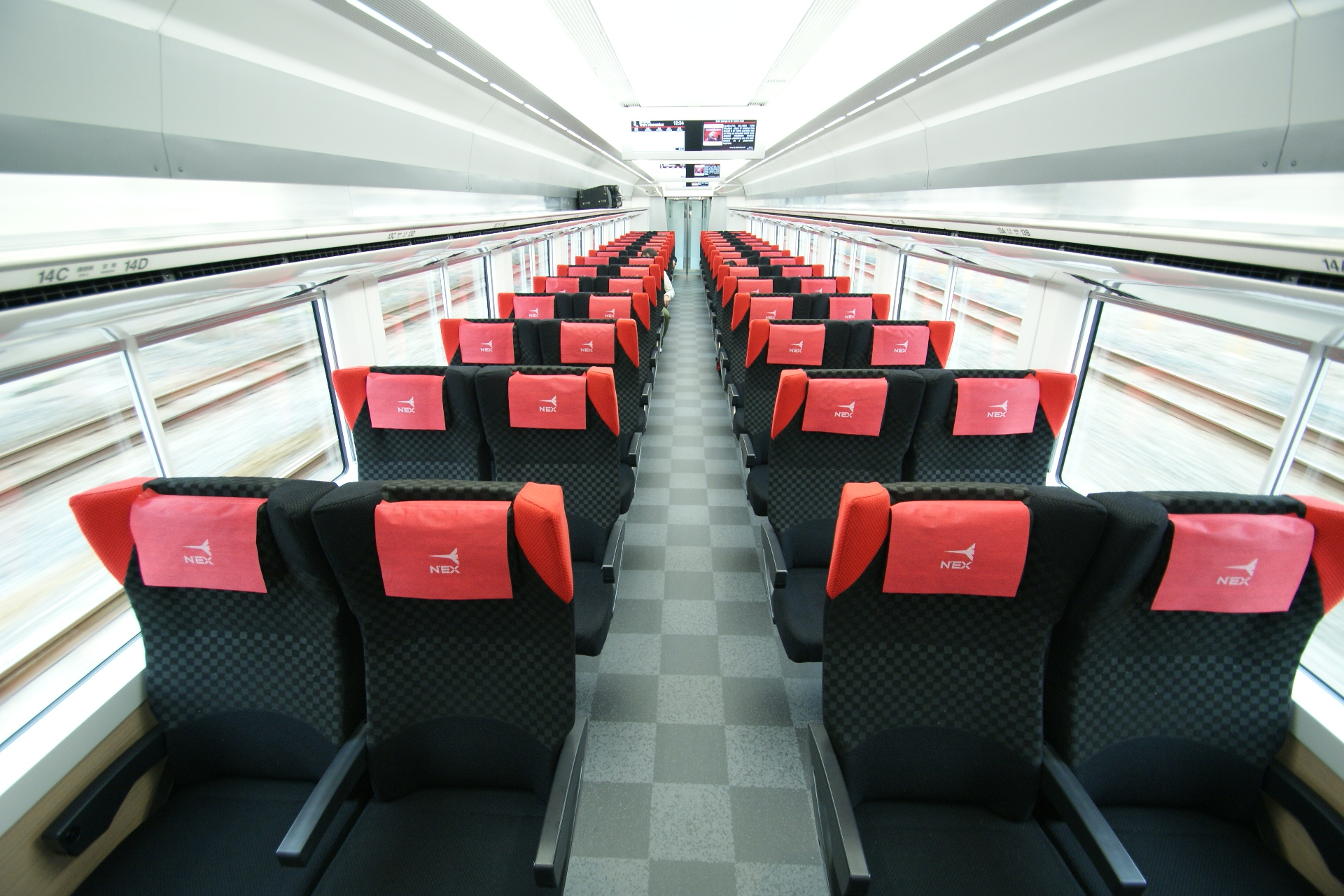
Interni della classe Standard
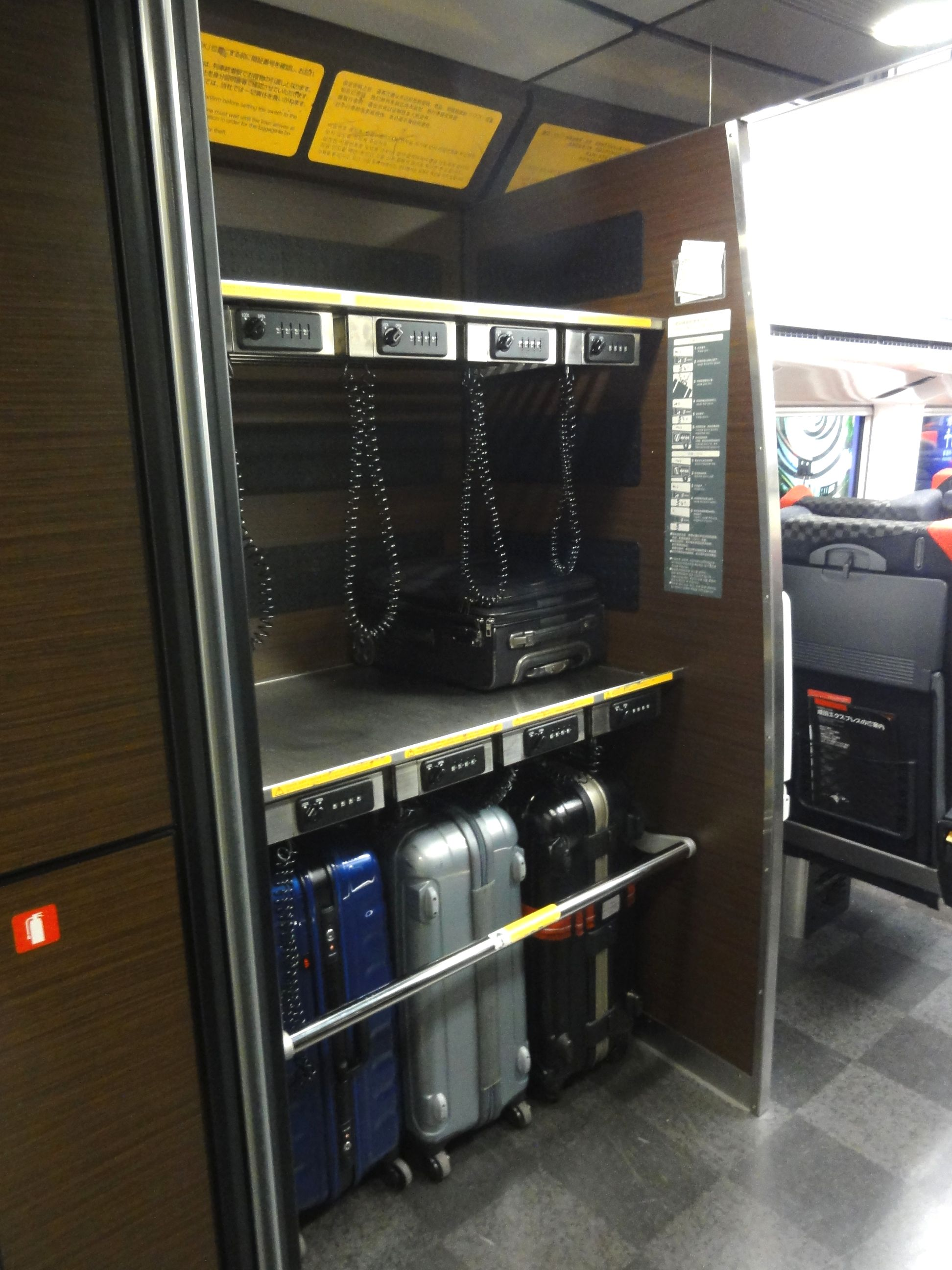
Area per l'allocazione dei bagagli con blocco di sicurezza
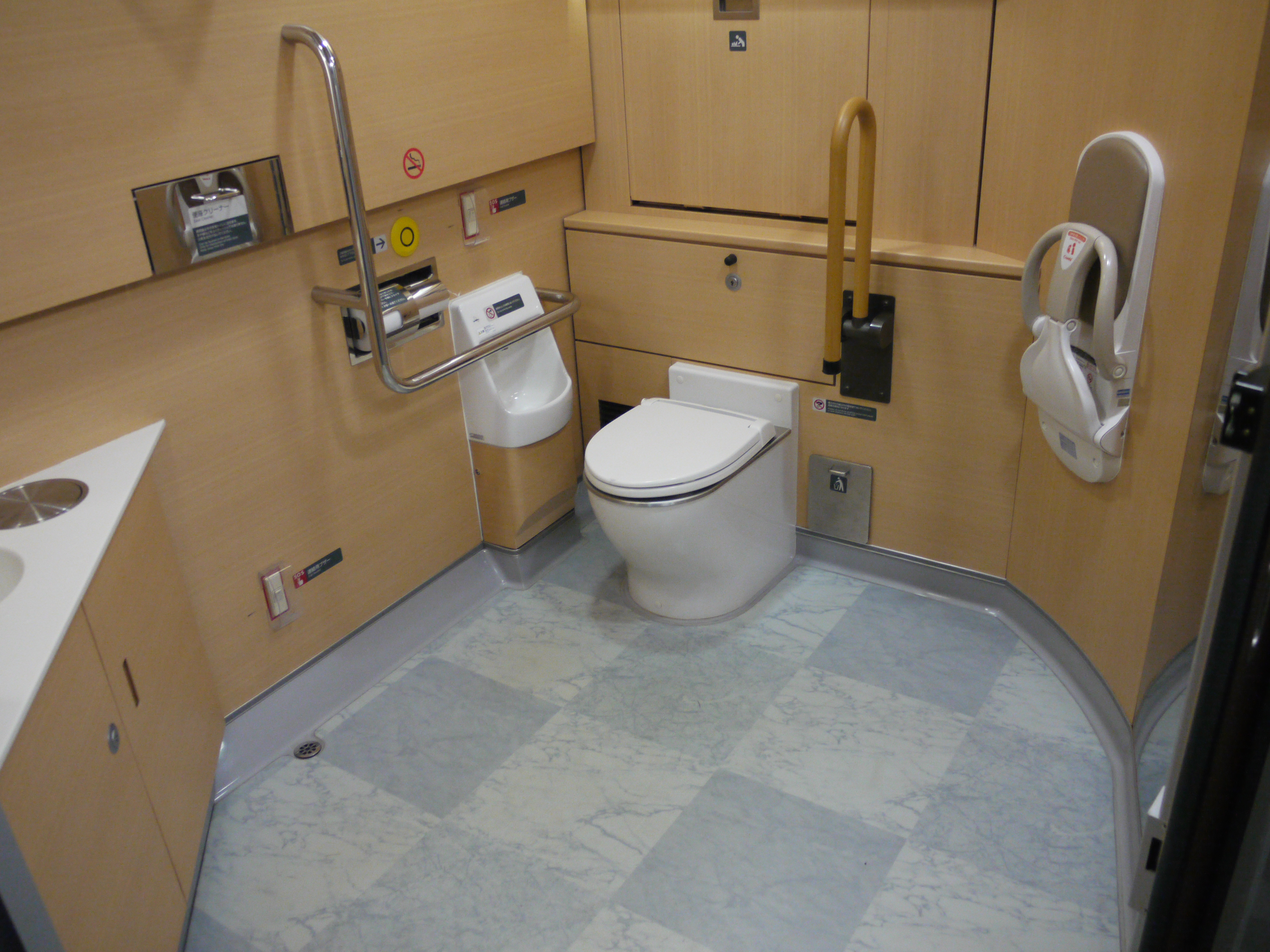
Servizi igienici della classe Green